# Copa América 1993
La Copa América 1993 fu la trentaseiesima edizione del massimo torneo sudamericano per nazionali di calcio.
Ad organizzare il torneo fu l'Ecuador e le partite si svolsero dal 15 giugno al 4 luglio 1993. L'Argentina vinse la finale per 2-1 contro il Messico e vinse in tal modo il suo quattordicesimo trofeo della Copa América.

## Città e stadi
Sedi della Copa América 1993 furono le seguenti città con i relativi stadi:
| Città      | Stadio                                 | Capacità |
| ---------- | -------------------------------------- | -------- |
| Ambato     | Estadio Bellavista                     | 22.000   |
| Cuenca     | Estadio Alejandro Serrano Aguilar      | 22.000   |
| Guayaquil  | Estadio George Capwell                 | 25.000   |
| Guayaquil  | Estadio Monumental Isidro Romero Carbo | 89.932   |
| Machala    | Estadio 9 de Mayo                      | 16.500   |
| Portoviejo | Estadio Reales Tamarindos              | 18.000   |
| Quito      | Estadio Olímpico Atahualpa             | 45.000   |

## Nazionali partecipanti e formula: le novità
Grandi novità furono apportate alla Copa América con l'edizione 1993. Anzitutto il novero delle partecipanti saliva a 12: oltre alle 10 nazionali affiliate alla CONMEBOL, venne deciso di invitare altre 2 nazionali nord e centroamericane iscritte alla CONCACAF. La scelta cadde su Stati Uniti e Messico.
Con il numero delle concorrenti, cambiava anche la formula. Primo turno con le squadre divise in 3 gironi all'italiana da 4 ciascuno. Le prime due classificate più le 2 migliori terze si sarebbero qualificate ai quarti. Da questo momento il torneo avrebbe preso la forma dell'eliminazione diretta (con partite che, in caso di parità dopo i 90 minuti regolamentari, sarebbero state decise direttamente ai calci di rigore, senza previ tempi supplementari).
| N° | Nazione     | Iscrizione CONMEBOL | Iscrizione CONCACAF | Note |
| -- | ----------- | ------------------- | ------------------- | --- |
| 1  | Argentina   | 1916                | -                   | Detentore Coppa America 1991 |
| 2  | Brasile     | 1916                | -                   | |
| 3  | Cile        | 1916                | -                   | |
| 4  | Uruguay     | 1916                | -                   | |
| 5  | Paraguay    | 1921                | -                   | |
| 6  | Perù        | 1925                | -                   | |
| 7  | Bolivia     | 1926                | -                   | |
| 8  | Ecuador     | 1927                | -                   | Nazione ospitante |
| 9  | Colombia    | 1936                | -                   | |
| 10 | Venezuela   | 1952                | -                   | |
| 11 | Stati Uniti | -                   | 1961                | Detentore Coppa CONCACAF 1991 |
| 12 | Messico     | -                   | 1961                | Costa Rica Detentore Coppa CONCACAF 1989 (rinuncia) Canada Detentore Coppa CONCACAF 1985 (rinuncia) Honduras Detentore Coppa CONCACAF 1981 (rinuncia) Detentore Coppa CONCACAF 1977 |

I gironi iniziali ebbero la seguente composizione:
Gruppo A
- Ecuador
- Uruguay
- Stati Uniti
- Venezuela

Gruppo B
- Brasile
- Cile
- Paraguay
- Perù

Gruppo C
- Argentina
- Bolivia
- Colombia
- Messico

## Primo turno

### Gruppo A

#### Risultati
| Arbitro: | Lamolina |

|                                                                      |           |              |
| Muñoz 19’ Noriega 32’ Fernández 57’, 81’ E. Hurtado 65’ Aguinaga 84’ | Marcatori | 79’ Dolgetta |

| Arbitro: | Tejada |

|              |           |  |
| Ostolaza 50’ | Marcatori |  |

| Arbitro: | Peña |

|                            |           |                        |
| Saralegui 23’ Kanapkis 79’ | Marcatori | 10’ Dolgetta 72’ Rivas |

| Arbitro: | Guerrero |

|                           |           |  |
| Avilés 11’ E. Hurtado 35’ | Marcatori |  |

| Arbitro: | Tejada |

|                                 |           |                                     |
| Dolgetta 68’, 80’ Echenausi 89’ | Marcatori | 20’ Henderson 37’ Lalas 51’ Kinnear |

| Arbitro: | Lamolina |

|                         |           |              |
| Avilés 28’ Aguinaga 87’ | Marcatori | 64’ Kanapkis |

#### Classifica
| Pos. | Squadra     | Pt | G | V | N | P | GF | GS | DR |
| ---- | ----------- | -- | - | - | - | - | -- | -- | -- |
| 1.   | Ecuador     | 6  | 3 | 3 | 0 | 0 | 10 | 2  | +8 |
| 2.   | Uruguay     | 3  | 3 | 1 | 1 | 1 | 4  | 4  | 0  |
| 3.   | Venezuela   | 2  | 3 | 0 | 2 | 1 | 6  | 11 | -5 |
| 4.   | Stati Uniti | 1  | 3 | 0 | 1 | 2 | 3  | 6  | -3 |

### Gruppo B

#### Risultati
| Arbitro: | Torres |

|            |           |  |
| Cabañas 6’ | Marcatori |  |

| Cuenca 18 giugno 1993 | Brasile | 0 – 0 | Perù | Estadio Alejandro Serrano Aguilar (20.000 spett.)\| Arbitro: \| Carter \| |
| Arbitro:              | Carter  |       |      |                                                                           |

| Arbitro: | Guevara |

|            |           |               |
| Monzón 37’ | Marcatori | 77’ Del Solar |

| Arbitro: | Rodas |

|                              |           |                         |
| Sierra 15’ Zambrano 51’, 59’ | Marcatori | 36’ Müller 55’ Palhinha |

| Arbitro: | Torres |

|                      |           |  |
| Del Solar 14’ (rig.) | Marcatori |  |

| Arbitro: | Carter |

|                               |           |  |
| Palhinha 15’, 72’ Edmundo 62’ | Marcatori |  |

#### Classifica
| Pos. | Squadra  | Pt | G | V | N | P | GF | GS | DR |
| ---- | -------- | -- | - | - | - | - | -- | -- | -- |
| 1.   | Perù     | 4  | 3 | 1 | 2 | 0 | 2  | 1  | +1 |
| 2.   | Brasile  | 3  | 3 | 1 | 1 | 1 | 5  | 3  | +2 |
| 3.   | Paraguay | 3  | 3 | 1 | 1 | 1 | 2  | 4  | -2 |
| 4.   | Cile     | 2  | 3 | 1 | 0 | 2 | 3  | 4  | -1 |

### Gruppo C

#### Risultati
| Arbitro: | Nieves |

|                              |           |           |
| Valencia 35’ Aristizábal 87’ | Marcatori | 57’ Zague |

| Arbitro: | Angeles |

|               |           |  |
| Batistuta 53’ | Marcatori |  |

| Arbitro: | Escobar |

|             |           |            |
| Ruggeri 28’ | Marcatori | 14’ Patiño |

| Arbitro: | Rezende |

|                     |           |                |
| Maturana 18’ (rig.) | Marcatori | 14’ Etcheverry |

| Portoviejo 23 giugno 1993 | Messico | 0 – 0 | Bolivia | Estadio Reales Tamarindos (20.000 spett.)\| Arbitro: \| Nieves \| |
| Arbitro:                  | Nieves  |       |         |                                                                   |

| Arbitro: | Rezende |

|            |           |           |
| Simeone 2’ | Marcatori | 5’ Rincón |

#### Classifica
| Pos. | Squadra   | Pt | G | V | N | P | GF | GS | DR |
| ---- | --------- | -- | - | - | - | - | -- | -- | -- |
| 1.   | Colombia  | 4  | 3 | 1 | 2 | 0 | 4  | 3  | +1 |
| 2.   | Argentina | 4  | 3 | 1 | 2 | 0 | 3  | 2  | +1 |
| 3.   | Messico   | 2  | 3 | 0 | 2 | 1 | 2  | 3  | -1 |
| 4.   | Bolivia   | 2  | 3 | 0 | 2 | 1 | 1  | 2  | -1 |

### Raffronto delle terze classificate
| Pos. | Squadra   | Pt | G | V | N | P | GF | GS | DR |
| ---- | --------- | -- | - | - | - | - | -- | -- | -- |
| 1.   | Paraguay  | 3  | 3 | 1 | 1 | 1 | 2  | 4  | -2 |
| 2.   | Messico   | 2  | 3 | 0 | 2 | 1 | 2  | 3  | -1 |
| 3.   | Venezuela | 2  | 3 | 0 | 2 | 1 | 6  | 11 | -5 |

## Fase ad eliminazione diretta
|  | Quarti di finale | Quarti di finale |          |          | Semifinali                | Semifinali                |  |  | Finale | Finale |
|  |                  |                  |          |          |                           |                           |  |  |        |        |
|  |                  |                  |          |          |                           |                           |  |  |        |        |
|  |                  |                  |          |          |                           |                           |  |  |        |        |
|  | 1A. Ecuador      | 3                |          |          |                           |                           |  |  |        |        |
|  | 1A. Ecuador      | 3                |          |          |                           |                           |  |  |        |        |
|  | 3B. Paraguay     | 0                |          |          |                           |                           |  |  |        |        |
|  | 3B. Paraguay     | 0                | Ecuador  | 0        |                           |                           |  |  |        |        |
|  |                  |                  | Ecuador  | 0        |                           |                           |  |  |        |        |
|  |                  | Messico          | 2        |          |                           |                           |  |  |        |        |
|  | 1B. Perù         | Messico          | 2        | 2        |                           |                           |  |  |        |        |
|  | 1B. Perù         |                  |          | 2        |                           |                           |  |  |        |        |
|  | 3C. Messico      | 4                |          |          |                           |                           |  |  |        |        |
|  | 3C. Messico      | 4                | Messico  | 1        |                           |                           |  |  |        |        |
|  |                  |                  | Messico  | 1        |                           |                           |  |  |        |        |
|  |                  | Argentina        | 2        |          |                           |                           |  |  |        |        |
|  | 1C. Colombia     | Argentina        | 2        | 1 (5)    |                           |                           |  |  |        |        |
|  | 1C. Colombia     |                  |          | 1 (5)    |                           |                           |  |  |        |        |
|  | 2A. Uruguay      | 1 (3)            |          |          |                           |                           |  |  |        |        |
|  | 2A. Uruguay      | 1 (3)            | Colombia | 0 (5)    | Finale per il terzo posto | Finale per il terzo posto |  |  |        |        |
|  |                  |                  | Colombia | 0 (5)    | Finale per il terzo posto | Finale per il terzo posto |  |  |        |        |
|  |                  | Argentina        | 0 (6)    |          |                           |                           |  |  |        |        |
|  | 2B. Brasile      | Argentina        | 0 (6)    | 1 (5)    | Ecuador                   | 0                         |  |  |        |        |
|  | 2B. Brasile      |                  |          | 1 (5)    | Ecuador                   | 0                         |  |  |        |        |
|  | 2C. Argentina    | 1 (6)            |          | Colombia | 1                         |                           |  |  |        |        |
|  | 2C. Argentina    | 1 (6)            |          |          | 1                         |                           |  |  |        |        |
|  |                  |                  |          |          |                           |                           |  |  |        |        |
|  |                  |                  |          |          |                           |                           |  |  |        |        |

### Quarti di finale
| Arbitro: | Rezende |

|                                              |           |  |
| E. Hurtado 33’ Ramírez 43’ (aut.) Avilés 81’ | Marcatori |  |

| Arbitro: | Escobar |

|                                               |                      |                                |
| Perea 88’                                     | Marcatori            | 63’ Saralegui                  |
| Asprilla Mendoza Valderrama W. Pérez Valencia | Tiri di rigore 5 – 3 | Peletti Saralegui Moas Siboldi |

| Arbitro: | Tejada |

|                                                        |                      |                                                     |
| Rodríguez 69’                                          | Marcatori            | 37’ Müller                                          |
| Gorosito Simeone Rodríguez Acosta Medina Bello Borelli | Tiri di rigore 6 – 5 | Zinho Cafu Müller Roberto Carlos Luisinho Boiadeiro |

| Arbitro: | Guerrero |

|                                                  |           |                                  |
| García Aspe 22’ (rig.), 44’ Zague 43’ Patiño 49’ | Marcatori | 55’ (rig.) Del Solar 82’ Reynoso |

### Semifinali
| Arbitro: | Tejada |

|                            |           |  |
| Sánchez 23’ R. Ramírez 54’ | Marcatori |  |

| Arbitro: | Nieves |

|                                                     |                      |                                                         |
| Gorosito Batistuta Simeone Rodríguez Acosta Borelli | Tiri di rigore 6 – 5 | Rincón Asprilla Mendoza W. Pérez Valderrama Aristizábal |

### Finale per il 3º posto
| Arbitro: | Arboleda |

|              |           |  |
| Valencia 86’ | Marcatori |  |

### Finale
| Arbitro: | Márcio Rezende |

|                    |           |                    |
| Batistuta 63’, 74’ | Marcatori | 67’ (rig.) Galindo |

| Argentina | Messico |

| POR           | 1  | Sergio Goycochea   |  |     |
| DIF           | 4  | Fabián Basualdo    |  |     |
| DIF           | 6  | Oscar Ruggeri      |  | 40’ |
| DIF           | 15 | Jorge Borelli      |  |     |
| DIF           | 3  | Ricardo Altamirano |  |     |
| CEN           | 17 | Gustavo Zapata     |  |     |
| CEN           | 10 | Diego Simeone      |  |     |
| CEN           | 5  | Fernando Redondo   |  |     |
| CEN           | 11 | Néstor Gorosito    |  | 64’ |
| ATT           | 9  | Gabriel Batistuta  |  |     |
| ATT           | 18 | Alberto Acosta     |  |     |
| Sostituzioni: |    |                    |  |     |
| ATT           | 13 | Fernando Cáceres   |  | 40’ |
| DIF           | 20 | Leonardo Rodríguez |  | 64’ |
| Allenatore:   |    |                    |  |     |
| Alfio Basile  |    |                    |  |     |

| POR                | 1  | Jorge Campos         |  |     |
| DIF                | 5  | Ramón Ramírez        |  |     |
| DIF                | 3  | Juan Ramírez Perales |  |     |
| DIF                | 21 | Raúl Gutiérrez       |  | 79’ |
| DIF                | 4  | Ignacio Ambríz       |  |     |
| CEN                | 2  | Claudio Suárez       |  |     |
| CEN                | 7  | David Patiño         |  | 45’ |
| CEN                | 8  | Alberto García Aspe  |  |     |
| CEN                | 17 | Benjamín Galindo     |  |     |
| ATT                | 9  | Hugo Sánchez         |  |     |
| ATT                | 11 | Luis Roberto Alves   |  |     |
| Sostituzioni:      |    |                      |  |     |
| ATT                | 10 | Luis García          |  | 45’ |
| ATT                | 11 | Luis Flores          |  | 79’ |
| Allenatore:        |    |                      |  |     |
| Miguel Mejía Barón |    |                      |  |     |

## Classifica marcatori
4 goal
- Dolgetta.

3 goal
- Batistuta;
- Palhinha;
- Avilés ed E. Hurtado;
- Del Solar.

2 goal
- Müller;
- Zambrano;
- Valencia;
- Aguinaga e Fernández;
- Alves, García Aspe e Patiño;
- Kanapkis e Saralegui.

1 goal
- Rodríguez, Ruggeri e Simeone;
- Etcheverry;
- Edmundo;
- Sierra;
- Aristizábal, Maturana, Perea e Rincón;
- Muñoz e Noriega;
- Galindo, R. Ramírez e Sánchez;
- Cabañas e Monzón;
- Reynoso;
- Ostolaza;
- Henderson, Kinnear e Lalas;
- Echenausi e Rivas.

autoreti
- Ramírez (pro Ecuador).

## Arbitri
- Francisco Lamolina
- Pablo Peña
- Márcio Rezende
- Iván Guerrero
- José Torres Cadena
- Ángel Guevara
- Alfredo Rodas

- Arturo Brizio Carter
- Juan Francisco Escobar
- Alberto Tejada Noriega
- Arturo Angeles
- Jorge Nieves
- Álvaro Arboleda